# Efecto Talbot

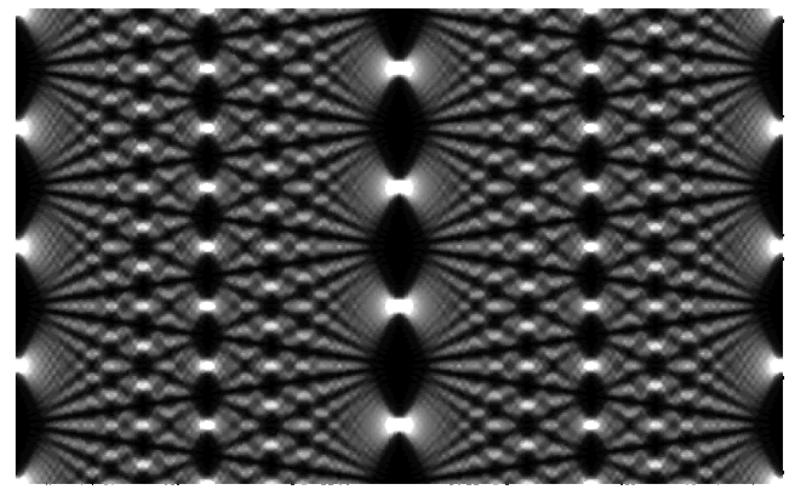
El efecto óptico de Talbot para la luz monocromática, mostrado como una "alfombra de Talbot". A la izquierda de la imagen, la luz se puede ver difractándose a través de una red, y ese patrón exacto se reproduce a la derecha de la imagen. (una longitud de Talbot lejos de la red). A mitad de la distancia, se observa la imagen desplazada hacia un lado, y, en fracciones regulares de la longitud de Talbot, se pueden apreciar claramente las subimágenes.

El efecto Talbot es un efecto de difracción del campo cercano observado por primera vez en 1836 por Henry Fox Talbot. Cuando una onda plana incide sobre una red de difracción periódica, la imagen de la red se repite a distancias regulares lejos del plano de la misma. La distancia regular se conoce como longitud de Talbot, y las imágenes repetidas se conocen como auto imágenes o imágenes de Talbot. Además, en la mitad de la longitud de Talbot, aparece una autoimagen pero desfasada medio periodo (el significado físico de esto es que se desplaza lateralmente a la mitad del valor del periodo de la red). Otras sub imágenes se pueden observar en fracciones regulares más pequeñas de la longitud de Talbot. En un cuarto del valor de la longitud de Talbot, la autoimagen se reduce a la mitad y aparece con la mitad del periodo de la red (por lo que se pueden observar el doble de imágenes). Esto mismo ocurre para un octavo de la longitud de Talbot, creando un patrón fractal de sub imágenes cuyo tamaño se va reduciendo, a menudo conocido alfombra de Talbot.
Lord Rayleigh demostró que el efecto de Talbot fue una consecuencia natural de la difracción de Fresnel
y que la longitud de Talbot se puede calcular según la ecuación:
{\displaystyle z_{T}={\frac {2a^{2}}{\lambda }},}
donde {\displaystyle a} es el periodo de la red de difracción y {\displaystyle \lambda } es la longitud de onda de la luz incidente sobre la red. Sin embargo, si la longitud de onda {\displaystyle \lambda } es comparable con el periodo de la red {\displaystyle a}, esta expresión puede conducir a errores en {\displaystyle z_{T}} de hasta el 100%. En este caso, conviene usar la expresión derivada por Lord Rayleigh:
{\displaystyle z_{T}={\frac {\lambda }{1-{\sqrt {1-{\frac {\lambda ^{2}}{a^{2}}}}}}},}

## El efecto atómico de Talbot
Debido a la naturaleza ondulatoria de las partículas, se han observado los efectos de la difracción en átomos similares a los del caso de la luz. Chapman et al. realizaron un experimento en el que se hizo pasar un haz colimado de átomos de sodio a través de dos redes de difracción (la segunda usada como una máscara) para observar el efecto Talbot y medir la longitud de Talbot. El haz tenía una velocidad media de 1000 m/s correspondiente a la longitud de onda de Broglie de {\displaystyle \lambda _{dB}} = 0.017 nm. Su experimento se realizó con redes de 200 y 300 nm obteniéndose longitudes de Talbot de 4.7 and 10.6 mm respectivamente. Esto demuestra que para un haz atómico con velocidad constante, usando {\displaystyle \lambda _{dB}}, la longitud atómica de Talbot puede ser encontrada de la misma forma.